# Stormyrtjärnen (Tärna socken, Lappland, 727738-147998)
Stormyrtjärnen är en sjö i Storumans kommun i Lappland och ingår i Umeälvens huvudavrinningsområde.